# Nothing Personal
Nothing Personal – trzeci studyjny album amerykańskiego zespołu pop punk-owego All Time Low, wydany przez Hopeless Records 7 lipca 2009 r. Album został nagrany przez producentów: Matta Squire, Butcha Walkera, Davida Bendetha i zespół S*A*M & Sluggo. Tytuł płyty Nothing Personal pochodzi z tekstu drugiej piosenki albumu "Break Your Little Heart".

## Lista utworów
Źródło.
1. "Weightless" - 3:18
2. "Break Your Little Heart" - 2:52
3. "Damned If I Do Ya (Damned If I Don't)" - 3:07
4. "Lost in Stereo" - 3:48
5. "Stella" - 3:24
6. "Sick Little Games" - 3:36
7. "Hello, Brooklyn" - 3:30
8. "Walls" - 3:11
9. "Too Much" - 4:15
10. "Keep the Change, You Filthy Animal" - 3:20
11. "A Party Song (The Walk of Shame)" - 2:59
12. "Therapy" - 3:44
13. "Poison (Bonus)" - 3:18